# Brabourne Stadium
Das Brabourne Stadium ist ein Cricket-Stadion in der indischen Stadt Mumbai im Bundesstaat Maharashtra. Es wurde 1937 errichtet und gehört dem Cricket Club of India. Neben den Einrichtungen für Cricket beinhaltet der umliegende Komplex noch zahlreiche andere Sporteinrichtungen.

## Entstehung
Die Anlage wurde gebaut in der Intention das indische Gegenstück zum Lord’s Cricket Ground zu schaffen. Gebaut wurde es auf vom Meer gewonnenem Land, das vom Gouverneur Bombays Lord Brabourne an Cricket Club of India übergeben wurde, der zu der Zeit als indisches Gegenstück zum Marylebone Cricket Club betrachtet wurde.

## Kapazität und Infrastruktur
Derzeit hat das Stadion eine Kapazität von etwa 20.000 Zuschauern. Neben dem Stadion für Cricket befinden sich zahlreiche andere Sporteinrichtungen des Cricket Clubs of India auf dem Gelände. Die Ends heißen Garware Pavilion End und Church Gate End.

## Nationales Cricket
Bis 1973 war das Stadion Austragungsort der Spiele des Cricketteams von Bombay. Seitdem werden in dem Stadion nur noch vereinzelt First-Class-Spiele innerhalb der Ranji Trophy bestritten. In der Indian Premier League trägt es ebenfalls einzelne Spiele der Mumbai Indians und Rajasthan Royals aus.

## Internationales Cricket
Nachdem der erste Test in Mumbai im Bombay Gymkhana ausgetragen wurde, übernahm nach der Erbauung des Brabourne Stadium dieses die Austragung des internationalen Crickets. Der erste Test wurde 1948 auf der Tour der West Indies gegen Indien ausgetragen. Bis 1973 wurden so 17 Tests ausgetragen, bis es zwischen dem Cricket Club of India und der Bombay Cricket Association zum Streit über die Verteilung der Tickets bei internationalen Spielen kam. Der Verband baute daraufhin sein eigenes Stadion, das Wankhede Stadium, dass seitdem die Austragung internationaler Spiele übernahm. Erst 1989 wurde wieder internationales Cricket bei der MRF World Series 1989/90 hier gespielt. In der Folge wurden im Brabourne Stadium vermehrt Tour Matches bestritten. Bei der ICC Champions Trophy 2006 richtete das Stadion fünf Spiele inklusive des Finales aus. In 2009 wurde bei der Tour Sri Lankas wieder ein Test ausgetragen.

## Andere Nutzung
Das Stadion wird auch Konzerte und Events genutzt. In den angeschlossenen Tenniseinrichtungen wurde 2006 und 2007 das ATP Mumbai ausgetragen. 1955 war es Austragungsort eines Fußball-Freundschaftsspiels zwischen Indien und der Sowjetunion.